# Llista de municipis de l'Aragó
Els municipis d'Aragó s'estructuren en 3 províncies:

Mapa municipal de l'Aragó (2006)

- Municipis d'Osca
- Municipis de Terol
- Municipis de Saragossa